# Jie Schöpp

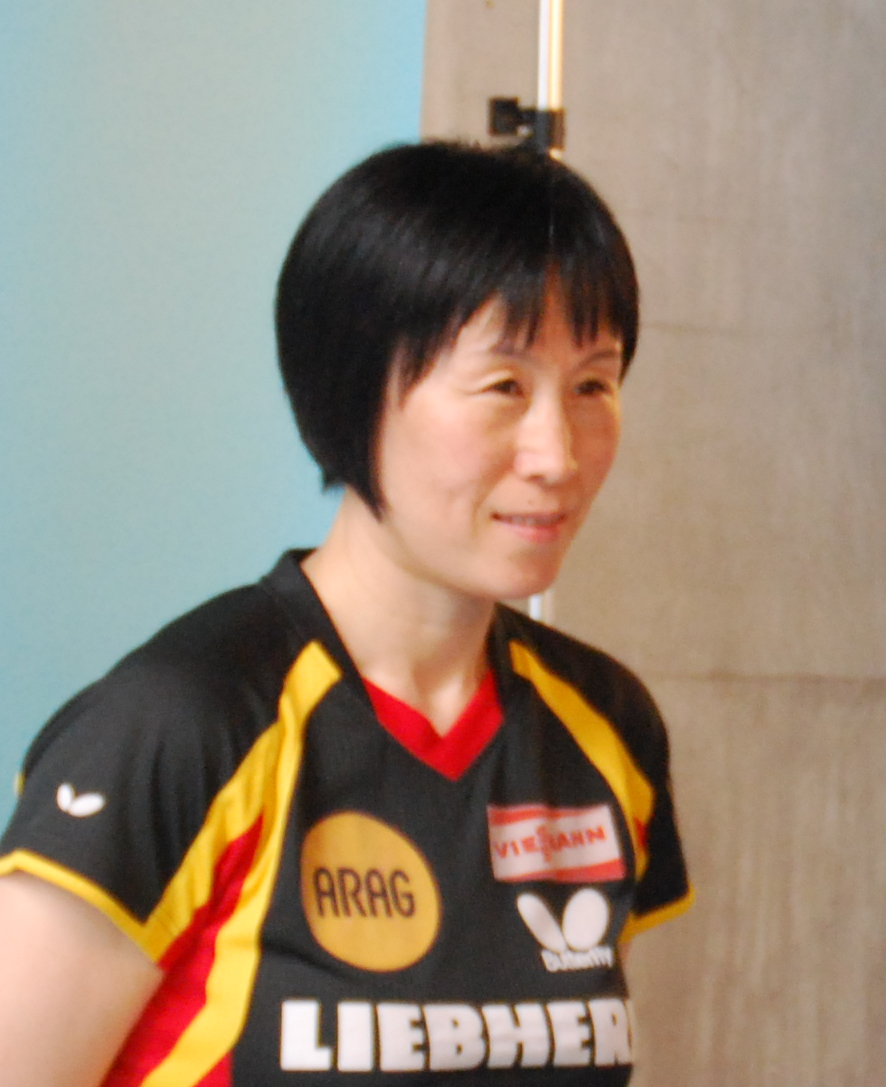
Jie Schöpp (2012)

Jie Schöpp (Baoding, 25 januari 1968) is een in China geboren, huidig Duits tafeltennisster. Ze won zowel in 1994 als 2003 de Europa Top-12 en bereikte daarnaast in 1997 en 2004 de finale.

## Loopbaan
Schöpp is een van de Chinese speelsters die werden grootgebracht in een tafeltennisinternaat, in haar geval van 1980 tot en met 1989. Desondanks waren haar vooruitzichten om in China als volwaardig prof aan de slag te gaan niet hoopgevend, waardoor ze in 1989 naar Duitsland vertrok. Daar sloot Schöpp zich in eerste instantie aan bij FC Langweid in de Bundesliga, waarmee ze onder meer in 1995 en in 1996 de ETTU Cup won. Later speelde ze ook competitie voor onder meer het Hongaarse Postas Matav SE Budapest (waarmee ze in 2005 nogmaals de ETTU Cup won) en het Portugese CTM Mirandela, waarmee ze in 2008/09 in de European Champions League uitkwam.
De als Jie Shi geboren Chinese trouwde in 1990 met Karl Schöpp en werd in 1993 Duits staatsburger. Schöpp werd tevens opgenomen in het Duitse nationale team, waarvoor ze meer dan honderdmaal uitkwam. Ze kwam voor Duitsland uit op de Olympische Spelen van 1996, 2000 en 2004.

## Erelijst
Belangrijkste resultaten:
- Winnares Europa Top-12 in 1994 en 2003
- Europees kampioen landenteams 1996 en 1998 (met Duitsland)
- Winnares JOOLA European League 1994, 1996, 1997, 1998, 1999 en 2000 (met Duitsland)
- Tweede plaats World Cup landenploegen 1994 (met Duitsland)
- Derde plaats WK landenploegen 1997 (met Duitsland)
- Winst Engeland Open 1999, in het kader van de ITTF Pro Tour
- Hoogste positie ITTF-wereldranglijst: 18e (februari 2002)